# Apaphristis
Apaphristis é um gênero de mariposa pertencente à família Acrolophidae.